# Nghịch lý

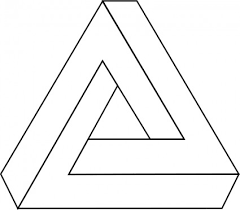
Tam giác nghịch lý đơn giản nhất

Một nghịch lý là một tuyên bố hoặc lý thuyết tự mâu thuẫn về mặt logic hoặc chạy ngược lại với mong đợi của một người. Mặc dù lý do rõ ràng hợp lệ từ các cơ sở thực sự, dẫn đến một kết luận dường như tự mâu thuẫn hoặc một kết luận logic không thể chấp nhận được. Một nghịch lý thường liên quan đến các yếu tố mâu thuẫn nhưng chưa liên quan đến nhau, tồn tại đồng thời và tồn tại theo thời gian.
Trong logic, nhiều nghịch lý tồn tại được coi là đối số không hợp lệ, nhưng vẫn có giá trị trong việc thúc đẩy tư duy phê phán, trong khi các nghịch lý khác đã tiết lộ các lỗi trong các định nghĩa được cho là nghiêm ngặt và đã gây ra các tiên đề của toán học và logic được kiểm tra lại. Một ví dụ là nghịch lý Russell, câu hỏi liệu một "danh sách tất cả các danh sách không chứa chính chúng" sẽ bao gồm chính nó hay không, và cho thấy rằng những nỗ lực tìm ra lý thuyết tập hợp về việc xác định các tập hợp với các thuộc tính hoặc các vị từ đã bị sai sót. Những người khác, như nghịch lý của Curry, không thể giải quyết dễ dàng bằng cách thực hiện các thay đổi cơ bản trong một hệ thống logic.
Các ví dụ bên ngoài logic bao gồm con tàu Theseus từ triết học, một nghịch lý đặt ra câu hỏi liệu một con tàu có được sửa chữa theo thời gian hay không bằng cách thay thế từng bộ phận bằng gỗ của nó, từng cái một, sẽ vẫn giữ nguyên con tàu. Nghịch lý cũng có thể ở dạng hình ảnh hoặc phương tiện truyền thông khác. Ví dụ: M.C. Escher đã đưa ra những nghịch lý dựa trên phối cảnh trong nhiều bức vẽ của mình, với những bức tường được coi là sàn từ các góc nhìn khác và cầu thang dường như leo lên vô tận.
Trong cách sử dụng phổ biến, từ "nghịch lý" thường đề cập đến những câu nói mỉa mai hoặc bất ngờ, chẳng hạn như "nghịch lý là đứng mệt mỏi hơn đi bộ".

## Nghịch lý logic
Patrick Hughes chỉ ra 3 quy luật của nghịch lý:
Tự chỉ đến chính nó
Một ví dụ là "Câu nói này là sai", một hình thức của nghịch lý người nói dối. Câu nói này đề cập đến chính nó. Một ví dụ khác của sự tự tham chiếu là câu hỏi liệu các thợ cắt tóc cắt tóc cho chính mình trong nghịch lý thợ cắt tóc. Thêm một ví dụ nữa là "Câu trả lời cho câu hỏi này có phải là KHÔNG?"
Mâu thuẫn
"Câu nói này là sai"; câu này vừa sai lại vừa đúng tại cùng một thời điểm. Một ví dụ khác của sự mâu thuẫn là nếu một người đàn ông nói chuyện với một vị thần về các mong muốn của mình. Anh ta mong muốn các mong muốn không thể trở thành sự thật. Điều này mâu thuẫn của chính nó, vì nếu thần thỏa mãn mong muốn của anh ta, thần đã không thực hiện điều ước của mình, và nếu ông từ chối mong muốn của anh ta, vậy thì ông đã thực hiện mong muốn của mình.
Tham chiếu vòng tròn
"Câu nói này là sai"; nếu câu này là đúng, vậy thì câu này là sai, do đó làm cho câu này lại là đúng. Một ví dụ về tuần hoàn luẩn quẩn là một nhóm khẳng định sau đây:
"Câu sau đây là đúng."
"Câu trước đó là sai."